# Corydoras esperanzae
Corydoras esperanzae és una espècie de peix de la família dels cal·líctids i de l'ordre dels siluriformes.

## Morfologia
Els mascles poden assolir els 5,1 cm de longitud total.

## Distribució geogràfica
Es troba a Sud-amèrica: conca del riu Meta.